# Jeff Westbrook
Jeff Westbrook je americký televizní scenárista známý především díky své práci na seriálech Simpsonovi a Futurama, za kterou získal třikrát Cenu Sdružení amerických scenáristů.

## Vzdělání
Než se stal televizním scenáristou, byl Westbrook úspěšným výzkumníkem algoritmů. Po studiu fyziky a dějin vědy na Harvardově univerzitě studoval informatiku u Roberta Tarjana na Princetonské univerzitě a v roce 1989 získal doktorát s prací s algoritmy a datovými strukturami pro dynamické grafové algoritmy. Následně nastoupil na místo pedagoga na Yaleově univerzitě, později se stal výzkumným pracovníkem v laboratořích AT&T, než výzkum opustil a odešel do Hollywoodu.

## Erdősova a Baconova čísla
Westbrookovo Erdősovo číslo je 3 díky jeho výzkumné spolupráci s Tarjanem a dalšími. Jeho Baconovo číslo je také 3, a to kvůli tomu, že se objevil jako komparzista ve filmu Master & Commander: Odvrácená strana světa. To dává dohromady Erdősovo–Baconovo číslo 6.

## Scenáristická filmografie

### DílyFuturamy
3. řada
- Tahle Země není pro blbý

4. řada
- Železný kuchař

5. řada
- Leela běží o životy

### DílySimpsonových
16. řada
- Za jasného dne neuvidím svou sestru

17. řada
- Nejmokřejší příběh všech dob

18. řada
- Kill Gil – první a druhý díl – v roce 2007 vyhrál Cenu Sdružení amerických scenáristů v kategorii animace[1]

19. řada
- Kraví apokalypsa – v roce 2008 vyhrál Cenu Sdružení amerických scenáristů v kategorii animace[2]

20. řada
- Půjčka na oprátku

21. řada
- Rošťárny bez konzervantů

22. řada
- Ned-nebezpečnější úlovek

23. řada
- Muž v modrých flanelových kalhotách
- Tajnosti Neda a Edny – v roce 2012 vyhrál Cenu Sdružení amerických scenáristů v kategorii animace[3]

25. řada
- Speciální čarodějnický díl XXIV
- Muž, který modifikoval příliš mnoho

26. řada
- Na jedné lodi
- Letecký hrdina

28. řada
- Ukradené Vánoce šáši Krustyho
- Burnsova univerzita

29. řada
- Čtení pro mne není

30. řada
- Šťastné a třicáté
- Tíha lásky

31. řada
- Šťastné a ukradené
- S Nedem dobře, s Homerem nejlíp

32. řada
- Cesta do Cincinnati
- Deník učitelky

33. řada
- Nejlepší kámoška Shauna